# 七人のナナ
『七人のナナ』（しちにんのなな）は、テレビ東京系列で放送されたテレビアニメ作品、および『週刊少年チャンピオン』で連載された漫画作品である。

## 概要
アニメ版は2002年1月10日から2002年6月27日まで、テレビ東京とその系列局で放送された。全25話。なお、DVD化（全8巻）の際、「特典映像」1話が第7巻に含まれていた。同時にちょうど抜けていた正月のエピソードで、話数的にも矛盾の無いものであり、テレビ放送時とは異なる倫理規定に基づくサービス的なエピソードであった。のちに、AT-Xの再放送時に正規の19.5話として放送されている（19話での予告編も差し替えられている）。
メディア作品的には漫画が先であるが、単行本などによると原作はあくまでアニメである。今川泰宏自らが監督とシリーズ構成、キャラクター原案は吉崎観音。
英字タイトルの「Seven of Seven」は「スタートレック:ヴォイジャー」のキャラクター、「セブン・オブ・ナイン（Seven of Nine）」のもじり。本編内にはスタートレック物のネタも若干登場する。
漫画版は、『週刊少年チャンピオン』に2001年11月8日から2002年5月25日まで、原作今川泰宏、執筆国広あづさの担当で連載された。
メインキャラクター（7人のナナ）を担当した女性声優の水樹奈々、秋田まどか、浅木舞、中原麻衣、名塚佳織、福井裕佳梨、桃森すももが『nana×nana』（なななな）という声優ユニットを結成し、主題歌を歌った。

## 内容
大筋はアニメもコミックも以下の通り。
少しそそっかしくて優柔不断、成績も平凡な、どこにでもいそうな中学生・鈴木ナナ。彼女は同じクラスの秀才・神近優一に憧れているが、なかなか気持ちを言い出せない。そんなある日、ひょんなことからナナは性格の異なる7人に分かれてしまう。折しも入試まであと1年、神近と同じ高校へ行き、恋心を打ち明けるために、ナナは6人の「ナナ」と共に受験を戦う決意をする。
「受験生活」という暗いイメージになりがちなテーマを明るく描いたラブコメディ作品。7人に分かれなかったらきっと告白をする決心がつかず高校も妥当な線で諦めていたであろうナナが、自分の分身である「ナナ」たちと共に苦難に立ち向かう中で様々な経験を積んでいく、成長の物語でもある。
また、物語の舞台となる「古都町（ことまち）」は、京都を模した風情あふれる町であり、中でも主人公ナナとおじいさんが暮らす鈴木家は旧家であるらしく、坪庭やくぐり戸、果ては枯山水の庭まである、2階建ての大きな日本家屋である。鈴木家の軒下には「くくりざる」という不思議な人形が7つ吊るされている。

### あらすじ
主人公の鈴木ナナは、海外から帰宅したナナの父がニューヨークの骨董品屋で見つけてきた「クリスタル・イン」を部屋の中で月明かりに翳してみると、翌日の朝、（自分を含め）7人になっていた。これから、7人のナナでの生活が始まる。
アニメ版
中学2年のバレンタインデーの日、主人公の鈴木ナナは憧れの「神近くん」に渡すチョコケーキを焼こうと、発明家のおじいさんが無断で持ち出したオーブンレンジを使うために中に入っていた7色に光る不思議な物体を取り出してしまった。そのとき、強烈な光が彼女を包み込み、気を失ってしまう。気がつくと（自分も含め）7人に分裂した自分がいた。
混乱の中、ドサクサ紛れに渡したチョコケーキにも自分の名前を入れ忘れ、気持ちを伝えられなかったナナ。来年は高校受験、神近とは別の高校に行ってこのまま終わってしまうのか…「ナナ」たちと瞳の励ましのもと、ナナは神近と同じ高校を目指すことを決意する。しかし、ナナが7人いることを知っているのは自分とおじいさん、そして親友の瞳だけ…。ここから、ドタバタの毎日が始まる。

## コミック版とアニメ版の相違点
- コミックとアニメとで1話ごとのエピソードの発端部分は共通であるが、流れがまるで違う仕上がりになっている。
- アニメ版ではナナ達が7人に分裂したことは秘密になっているが、コミック版ではその設定がなく、全員学校に通っていることになっている。
- アニメ版とコミック版では六造とナナの両親（コミック版には主に母親が登場）のポジションがまったく異なる。
- アニメ版の「ナナ」たちは各自に対応する7色の不思議な「プリズム」を持っており、空を飛んだり怪力を発揮したりすることが出来るが、正体がバレては困るので「受験戦隊ナナレンジャー」という子ども向けヒーローの衣装を着て活躍する（つまり、ただの「受験を絡めた学園恋愛モノ」に留まらず、アクション要素も存在する）。
  - なお、コミック版にも「ナナレンジャー」は登場するが、スーツが脱げてしまうなど、設定が異なっている。
- コミック版が終始明るい展開だったのに対して、アニメ版では中盤から終盤にかけてシリアスな展開も見られた。
- アニメ版では、今川自身と思われるキャラクターが随所に現れたり、「メロディ・ハニー」や「623 （ムツミ）」といった吉崎観音定番キャラクターも登場する。
  - また、アニメ版だけに登場するフィーチャーとしては他に「万年桜（まんねんざくら）の丘」―ナナを分裂させたプリズムの影響を受けたと思われ、7人のナナ出現以降枯れることの無い巨大で美しい枝垂桜（しだれざくら）が咲く丘―があり、物語中に幾度となくキー・プレイスとして利用されていた。
- ナナっちは7人のナナの中で唯一、アニメとコミックとでは性格が全く異なっている。
- 8人目のナナに関する設定が漫画版（と、ドラマCD）とアニメでは全く異なる。

## 主な登場人物

### ナナと7人に分裂したナナ
鈴木家の人々の名前にはそれぞれ数字が含まれている。
鈴木ナナ
声 - 水樹奈々
主人公。おじいさんの発明品のせいで体が7つに分裂してしまう。7つに分裂した後はオリジナルのナナということで単に「ナナ」と呼ばれている。どこにでもいるごく普通の中学3年生。少しドジで勉強も今ひとつだが、両親が海外赴任で不在なので、家事一般は得意である。誕生日は7月24日。神近に想いを寄せている。
怒：ナナっぺ
声 - 桃森すもも
主人公から分裂した6人のうちの1人。オリジナルの短気な部分が強調された人格。かなり怒りっぽく、いつも怒鳴っている。けんかっ早くて考えるより先に行動してしまう、いわゆる熱血漢タイプ。
笑：ナナっち
声 - 浅木舞
主人公から分裂した6人のうちの1人。オリジナルの明るい部分が強調された人格。いついかなる場合も笑顔を絶やさない。とても明るく前向きな考えの持ち主。
コミック版のナナっちは小悪い人格で、7人の中で唯一、アニメとコミックとで性格が違うキャラクターである。
泣：ナナりん
声 - 福井裕佳梨
主人公から分裂した6人のうちの1人。オリジナルの優しい部分が強調された人格。感受性豊かで、わずかなことに感動し泣いてしまう。彼女の泣く声は破壊力抜群。
幸：ナナっこ
声 - 秋田まどか
主人公から分裂した6人のうちの1人。オリジナルののんびりした部分が強調された人格。何事にもテンポが比較的遅い。人を疑うのが嫌い。
頭：ナナさま
声 - 中原麻衣
主人公から分裂した6人のうちの1人。オリジナルの冷静な部分が強調された人格。7人の中では圧倒的な知能派。オリジナルは飛びぬけて勉強できる方ではないが、なぜか彼女はとても勉強ができる。"Les Miserables"などを愛読している。
霊：ナナぽん
声 - 名塚佳織
主人公から分裂した6人のうちの1人。オリジナルの女性的な部分が強調された人格。スタイル（バストのサイズは7人中トップ）、しぐさともに色っぽいという言葉がぴったり当てはまる。霊感が強い。
黒ナナ
声 - 水樹奈々
アニメ版の終盤に登場した8人目のナナ。オリジナルと正反対の行動ばかりして邪魔をするため他のナナたちと反目し、最終2話での決戦に至る。受験そのものおよび神近に想い人がいたことのストレスにより発生した、オリジナルのナナの本心のネガティブな面が具現した姿と示唆されており、ストーリーに“自分との戦い”という幹を形成させる立役者となっている。「影ナナ」「ダークナナ」「ブラックナナ」とも。なお、劇中ではオリジナルを除く他のナナたちからは「邪魔ナナ」と呼ばれている。
白ナナ
声 - 水樹奈々
漫画版の終盤およびドラマCDに登場した8人目のナナ。

### ナナの家族
ナナの両親は同じ旅行会社に務めており、現在は夫婦でアメリカ勤務となっている。
鈴木六造
声 - 麦人
ナナのおじいさんで、発明家。ナナの両親は海外赴任のため、当初は2人で暮らしていた。ナナが分裂する原因を作った張本人であるが、良き理解者でもある。
鈴木五郎
声 - 小川真司
六造の息子。
鈴木みつ子
声 - 島本須美
五郎の妻。

### ナナの同級生
神近優一
声 - 石田彰
ナナの憧れの存在。勉強好きで成績は優秀。一流高校への進学が期待されている。写真撮影が趣味。分裂したナナをあっさり受け入れるなど漫画版ではボケキャラに。
小野寺瞳
声 - 松来未祐
ナナの親友。ナナが7人に分裂したことを知っている数少ない存在の1人。ナナにとってはお姉さん的存在で、第4問で7人の愛称を考えたのも彼女である。鱧（はも）料亭の娘で、繁忙時などは配膳を手伝っている。

### 神近FC（かみちか・ふぁんくらぶ）（漫画版）・ナナ応援団（アニメ版）
神近FCのメンバーの苗字の中には木に関連する文字が含まれている。
林葉めぐみ
声 - 小林恵美
木枯えりの
声 - 葉月絵理乃
森沼もとこ
声 - くまいもとこ
ナナに何かとちょっかいを出す3人組。ナナが分裂する遠因を作ったとも言えるが、意地悪をするのは別にナナを嫌ってのことではない。

### 第3古都町中学の職員
半田実
声 - 稲葉実
丸岡雄之
声 - 幹本雄之
ナナたちの通う第三古都町中学の教頭と生活指導。のちにナナたちの担任・副担任となる。いつも2人一緒で、生徒に厳しい態度で臨んでいるが、それも生徒を思うがゆえである。両先生の苗字も、最終話でのみ登場する。
校長先生
声 - 松岡洋子
落ち着きのある初老の女性教員。黒ナナが起こした下記の事件でナナの志望高校合格が取り消されそうになった際は、ナナの再受験の機会を熱望するなど、教頭同様の生徒思いな対応を取る。

### その他キャラクター
623
声 - （非公開）
第6問より登場する、人気ラジオDJ。これ以降、いくつかの回のシメと、重要な場面に登場していた。なお、彼は吉崎観音の定番キャラクターの1人で、吉崎が原作の『ケロロ軍曹』などにも登場している。
メロディー・ハニー
声 - 松井菜桜子
第8問、14問、25問に登場。623と同じくケロロ軍曹などにも登場している。
ビリーちゃん
「七人のナナ」の世界で人気の、魚の姿をしたキャラクター。
ナナっこがいつも抱えているぬいぐるみの他にもキーホルダーなど様々なアイテムが登場している。
萱野月枝
声 - 小谷朋子
神近が憧れる別の中学の女生徒。ナナの恋のライバルだけではなく、受験でも特待生枠を巡って火花を散らす。アニメ版終盤では重要な役回りを演じる。めぐみ、えりの、もとこは何かとナナに対して目の敵にする彼女に対して、恫喝してナナの味方をした。
八坂扇校長
声 - 野沢由香里
ナナの志望高校の校長。ナナの志望動機に好感を抱くが、ナナ（実は黒ナナ）が月枝に火傷を負わせた事で失望し、合格を取り消そうとする。
八坂扇教師
声 - 室園丈裕
校長と共にナナの志望動機を尋ねるが、その際の回答に呆れてしまう。直後に校長がナナに好感を持った時には驚愕している。

## テレビアニメ

### スタッフ
- 原作・監督・シリーズ構成 - 今川泰宏
- キャラクター原案 - 吉崎観音
- キャラクターデザイン・総作画監督 - 西田亜沙子
- 美術監督 - 武藤正敏
- 色彩設定 - 西表美智代
- 撮影監督 - 青木孝司、桑良人
- 編集 - 瀬山武司
- 音楽 - 平野義久
- 音響監督 - 本田保則
- アニメーションプロデューサー - 安部正次郎
- プロデューサー - 岩田圭介、山崎立士、大澤信博
- アニメーション制作 - A・C・G・T
- 製作 - テレビ東京、ADK、GENCO

### 主題歌
全作詞 - 国分友里恵 / 全作曲・編曲 - 岩本正樹
オープニングテーマ「Success,success」
歌 - nana×nana
エンディングテーマ「Birdie,birdie」
歌 - 水樹奈々

### 各話リスト
| 話数     | サブタイトル                                     | 脚本       | 絵コンテ          | 演出           | 作画監督                              | 放送日         |
| -------- | ------------------------------------------------ | ---------- | ----------------- | -------------- | ------------------------------------- | -------------- |
| 第1問    | ナナ×7＝ナナ?                                    | 今川泰宏   | 今川泰宏          | 小林智樹       | 松本文男                              | 2002年 1月10日 |
| 第2問    | 大混乱!7人そろって学校へ?                        | 今川泰宏   | 小林智樹          | 大宅光子       | 小林明美                              | 1月17日        |
| 第3問    | 七人みんなで一人のナナ?                          | 今川泰宏   | 渡部高志          | 渡部高志       | 山口晋                                | 1月24日        |
| 第4問    | 誕生!受験戦隊ナナレンジャー?                     | 今川泰宏   | 佐藤順一          | 高橋滋春       | 菅井嘉浩                              | 1月31日        |
| 第5問    | 決定!神近君の志望校?                             | 小林靖子   | 佐山聖子          | 桝井剛         | 晶貴孝二                              | 2月7日         |
| 第6問    | 受験番号623!深夜ラジオで大騒動?                  | 池田眞美子 | 小林智樹          | 山内東生雄     | 松本文男                              | 2月14日        |
| 第7問    | 夜食モグモグ!料理勝負も受験のために?             | 横手美智子 | オオウエヒロアキ  | 大宅光子       | 石井久美                              | 2月21日        |
| 第8問    | 英語で告白!家庭教師をやっつけろ?                 | 小林靖子   | 高橋滋春          | 高橋滋春       | 梶浦紳一郎                            | 2月28日        |
| 第9問    | 甘い誘惑!恋と秘密とカンニング?                   | 池田眞美子 | 中村隆太郎        | 中村隆太郎     | 山口晋                                | 3月7日         |
| 第10問   | 恐怖の赤点!期末テストを突破せよ?                 | 横手美智子 | 山口晋            | 桝井剛         | 丸英男                                | 3月14日        |
| 第11問   | 二兎を追うモノは二兎を得よ?                      | 横手美智子 | うえだひでひと    | 山内東生雄     | 関口雅浩                              | 3月21日        |
| 第12問   | 真夏の集中合宿!ドキドキ恋の肝試し?               | 今川泰宏   | えんどうてつや    | えんどうてつや | 松本卓也 西田亜沙子                   | 3月28日        |
| 第13問   | 恋する英会話!神近君とお空の上でランデブー?       | 今川泰宏   | 高橋滋春          | 高橋滋春       | 梶浦紳一郎 晶貴孝二 横瀬雄之          | 4月4日         |
| 第14問   | ホームステイで受験勉強!サンフランシスコは大騒ぎ? | 今川泰宏   | 今川泰宏          | 小林孝嗣       | 伊藤良明 浜津武広                     | 4月11日        |
| 第15問   | それぞれの受験!未来は我が手か誰の手に?           | 面出明美   | うえだひでひと    | 桝井剛         | 丸英男 牛島勇二                       | 4月18日        |
| 第16問   | 恋散る文化祭!涙も枯れる大舞台?                   | 池田眞美子 | 山内東生雄 山口晋 | 山内東生雄     | 山口晋 関口雅浩                       | 4月25日        |
| 第17問   | ナナが消える日、出てくる日?                      | 小林靖子   | 川瀬敏文          | 松浦錠平       | 西田亜沙子                            | 5月2日         |
| 第18問   | 雪降る告白?ナナとみんなのHAPPY X'MAS!            | 今川泰宏   | うえだひでひと    | 桝井剛         | 梶浦紳一郎 柳瀬雄之                   | 5月9日         |
| 第19問   | 家族そろって大みそか!パパ・ママ帰国で大ピンチ?   | 池田眞美子 | 池端隆史          | 池端隆史       | 松本文男                              | 5月16日        |
| 第20問   | 絶対合格!おまじないで大迷走?                     | 小林靖子   | 高橋滋春          | 高橋滋春       | 柳瀬雄之 村上勉                       | 5月23日        |
| 第21問   | 消えたシャーペン!驚き桃の木8人目のナナ?          | 今川泰宏   | 山口晋            | 山内東生雄     | 関口雅浩 山口晋                       | 5月30日        |
| 第22問   | 対決!ナナと神近君!面接試験で推薦合格?            | 今川泰宏   | 佐藤順一          | 桝井剛         | 菅井嘉浩 丸英男 宮田奈保美 西田亜沙子 | 6月6日         |
| 第23問   | 推薦取り消し!!私の恋と受験はどうなるの?          | 今川泰宏   | 今川泰宏          | 桝井剛         | 松本文男                              | 6月13日        |
| 第24問   | 受験前日!!最期の対決ナナVSナナ?                  | 今川泰宏   | うえだひでひと    | 栗山美秀       | 柳瀬雄之 晶貴孝二 今木宏明            | 6月20日        |
| 第25問   | 合格発表!!心の丘に花の咲く?                      | 今川泰宏   | 今川泰宏          | 小林孝嗣       | 西田亜沙子 松本文男                   | 6月27日        |
| 補習問題 | お正月だよ!7×7＝49人のナナ?                      | 面出明美   | 今川泰宏          | 桝井剛         | 西田亜沙子 松本文男                   | 10月2日        |

### 作品収録メディア
VHS・DVD
- 2002年4月3日 - 2002年11月6日、スターチャイルド（キングレコード）より発売。共に全8巻。
- 第1巻（1時間目）は吉崎観音描き下し全巻収納BOXが付属し、映像特典にノンテロップオープニング・エンディングを収録。第4巻（4時間目）はオリジナル・ナナのフィギュアが付属。最終巻（8時間目）はナナレンジャーのフィギュアが付属。

### CD
- Success,success（2002年2月6日、KIDA-212）
- 七人のナナ〜side story of nana〜 音楽の時間（2002年3月27日、KICA-568）
  1. ナナ朗読！
声：鈴木ナナ（水樹奈々）
  2. New Frontier
歌：鈴木ナナ（水樹奈々）
  3. 怒ナナっぺ 朗読！！
声：怒ナナっぺ（桃森すもも）
  4. 恋はダッシュで！
歌：怒ナナっぺ（桃森すもも）
  5. 笑ナナっち 朗読○
声：笑ナナっち（浅木舞）
  6. HAPPY☆COME COME
歌：笑ナナっち（浅木舞）
  7. 泣ナナりん 朗読…
声：泣ナナりん（福井裕佳梨）
  8. 真昼の月
歌：泣きナナりん（福井裕佳梨）
  9. 幸ナナっこ 朗読♪
声：幸ナナっこ（秋田まどか）
  10. True Love,True Love,True Love
歌：幸ナナっこ（秋田まどか）
  11. 頭ナナさま 朗読◎
声：頭ナナさま（中原麻衣）
  12. Re Born（リボン）
歌：頭ナナさま（中原麻衣）
  13. 霊ナナぽん 朗読？
声：霊ナナぽん（名塚佳織）
  14. どうして？
歌：霊ナナぽん（名塚佳織）
  15. ドラマ・「ゴッドナナ登場！？」
  16. ドラマ・「七色そろってナナレンジャー！？」
  17. 神近優一 朗読。
声：神近優一（石田彰）
  18. Birdie,birdie（nana×nana ver.）
歌：nana×nana
- 七人のナナ オリジナルサウンドトラック〜side story of nana II〜（2002年6月26日、KICA-578）

### その他
- アニメ第1問には、「ヒゲの男」として今川自身が出演している。
- キャラクター原案の吉崎観音が原作の著者である『ケロロ軍曹』の作中で本作がパロディされている。
  - 原作では日向夏美がすごろくの罰ゲーム（イベント?）で7人で分裂した。なお、この設定はアニメ版には反映されておらず、ケロロ軍曹 (アニメ)では89話Aパート（「ギロロ 七つの顔の男だぜ であります」）でギロロが分裂している（最後には無事に一人のギロロに戻った）。
  - 原作第18巻・第百五拾参話で、ナナ（黒ナナを除く全員）が抜け忍“七つ”、六造が抜け忍の頭領として登場している。